# Trident (moteur de rendu)
Pour les articles homonymes, voir Trident (homonymie).
Chronologie des versions
EdgeHTML (en)
Trident est le nom du moteur d'affichage de pages web utilisé dans Internet Explorer dans ses versions Windows, et par extension, tous les navigateurs basés sur Internet Explorer. Il est, également, souvent évoqué sous le nom MSHTML, correspondant au nom de la DLL du moteur. Il est développé par Microsoft en C++.
Il a été conçu sous la forme d'un composant logiciel de la couche COM, permettant aux développeurs d'ajouter à leurs applications les fonctionnalités du moteur dans tout environnement de développement supportant COM, et notamment Visual Studio.

## Historique
Trident est apparu en 1997 avec la version 4 de Internet Explorer, en remplacement du moteur d'alors, apportant son lot d'améliorations.
Malgré quelques lacunes quant au support de CSS1, Trident est capable de gérer ce que l'on nommera par la suite Dynamic HTML, et notamment le changement dynamique de propriétés CSS grâce à JavaScript.
La seconde version du moteur Trident coïncidera avec la sortie de Internet Explorer 5 en mars 1999, ajoutant un meilleur support de CSS1 et CSS2. Trident III paraîtra avec IE 5.5 en juillet 2000, améliorant encore le support des feuilles de style en cascade.
La quatrième version, utilisée dans Internet Explorer 6, corrige le bug des "modèles de boîtes".
La version de Trident utilisée dans Internet Explorer 7 a corrigé des problèmes de rendu (toujours liés à CSS) et ajouté le support du canal alpha pour les images au format PNG.
La prise en compte du retard concernant les standards vis-à-vis de ses concurrents a commencé à partir de la version incluse dans Internet Explorer 8 : celle-ci réussit enfin le test Acid2, grâce à sa conformité avec le CSS 2.1., mais toujours pas l'Acid3, ni l'HTML5.
La version de Trident d'Internet Explorer 9 réussit le test Acid3 avec un score de 100/100, et apporte des améliorations au niveau de la rapidité et de l'exactitude de l'affichage.

## Versions
| Version Trident | Version MSHTML.dll | Version d'Internet Explorer | Version d'Internet Explorer Mobile | Notes |
| --------------- | ------------------ | --------------------------- | ---------------------------------- | --- |
| Pas de version  | 4.0.x              | 4.0                         | NC                                 | Version initiale. |
| Pas de version  | 5.0.x              | 5.0                         | NC                                 | Amélioration de la CSS 1 et changements radicaux dans le rendu CSS 2.                                                      |
| Pas de version  | 5.5.x              | 5.5                         | NC                                 | Correction des problèmes avec la gestion des CSS.                                                                          |
| Pas de version  | 6.0.x              | 6.0                         | NC                                 | Corrections de bugs et ajout du DTD.                                                                                       |
| Pas de version  | 7.0.x              | 7.0                         | NC                                 | Correction de nombreux problèmes de rendu CSS et ajout partiel du support PNG.                                             |
| Pas de version  | NC                 | NC                          | 6.0                                | IEMobile 6 contient de nombreuses fonctionnalités d'Internet Explorer 6, 7 et 8.                                           |
| 3.1             | 7.0                | NC                          | 7.0                                | Version d'IE Mobile pour Windows Phone 7.                                                                                  |
| 4.0             | 8.0.x              | 8.0                         | NC                                 | Prise en charge complète du CSS 2.1                                                                                        |
| 5.0             | 9.0.x              | 9.0                         | 9.0                                | Support du SVG, XHTML, HTML5, et CSS 3. Ajout d'un nouveau moteur d'accélération matérielle JScript.                       |
| 6.0             | 10.0.x             | 10.0                        | 10.0                               | Plus de support sur CSS 3 et HTML5. Inclus dans Windows Phone 8.                                                           |
| 7.0             | 11.0.x             | 11.0                        | 11.0                               | Support du WebGL et du SPDY. Amélioration du support de la HTML5 et de la vitesse de rendu. Inclus dans Windows Phone 8.1. |

## Applications utilisant Trident
- AOL Explorer, un navigateur web
- Avant Browser
- Google Talk, qui utilise Trident dans les fenêtres de discussion et les cartes de profil
- Impulse
- Lunascape
- Maxthon
- Microsoft InfoPath
- Microsoft Money
- Microsoft Outlook, le client de messagerie de Microsoft, jusqu'à sa version 2003. La version 2007 utilise le moteur de rendu HTML de Microsoft Word
- Microsoft Visual Studio
- RealNetworks
- Sleipnir, un navigateur web
- SlimBrowser, un navigateur web
- Skype
- TomeRaider, un logiciel de lecture de fichiers texte
- Windows Explorer, l'explorateur de fichiers Windows
- Windows Help, le moteur d'aide de Windows
- Encarta, l'encyclopédie Microsoft (fermé depuis)
- Winamp
- Windows Live Messenger
- Windows Live Writer
- Windows Media Player, le lecteur multimédia de Microsoft